# 栃木県道221号国谷家中停車場線

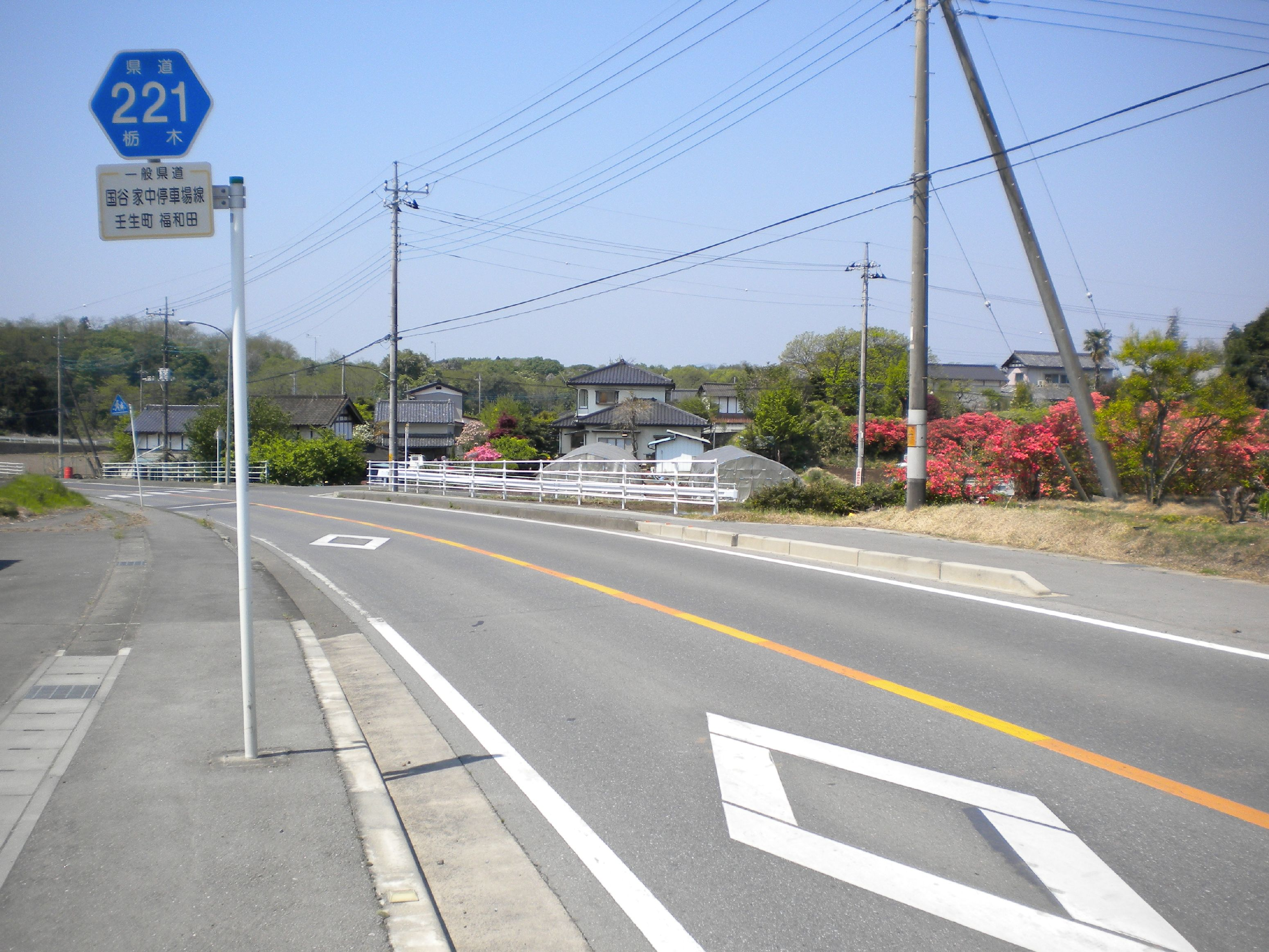
壬生町福和田付近

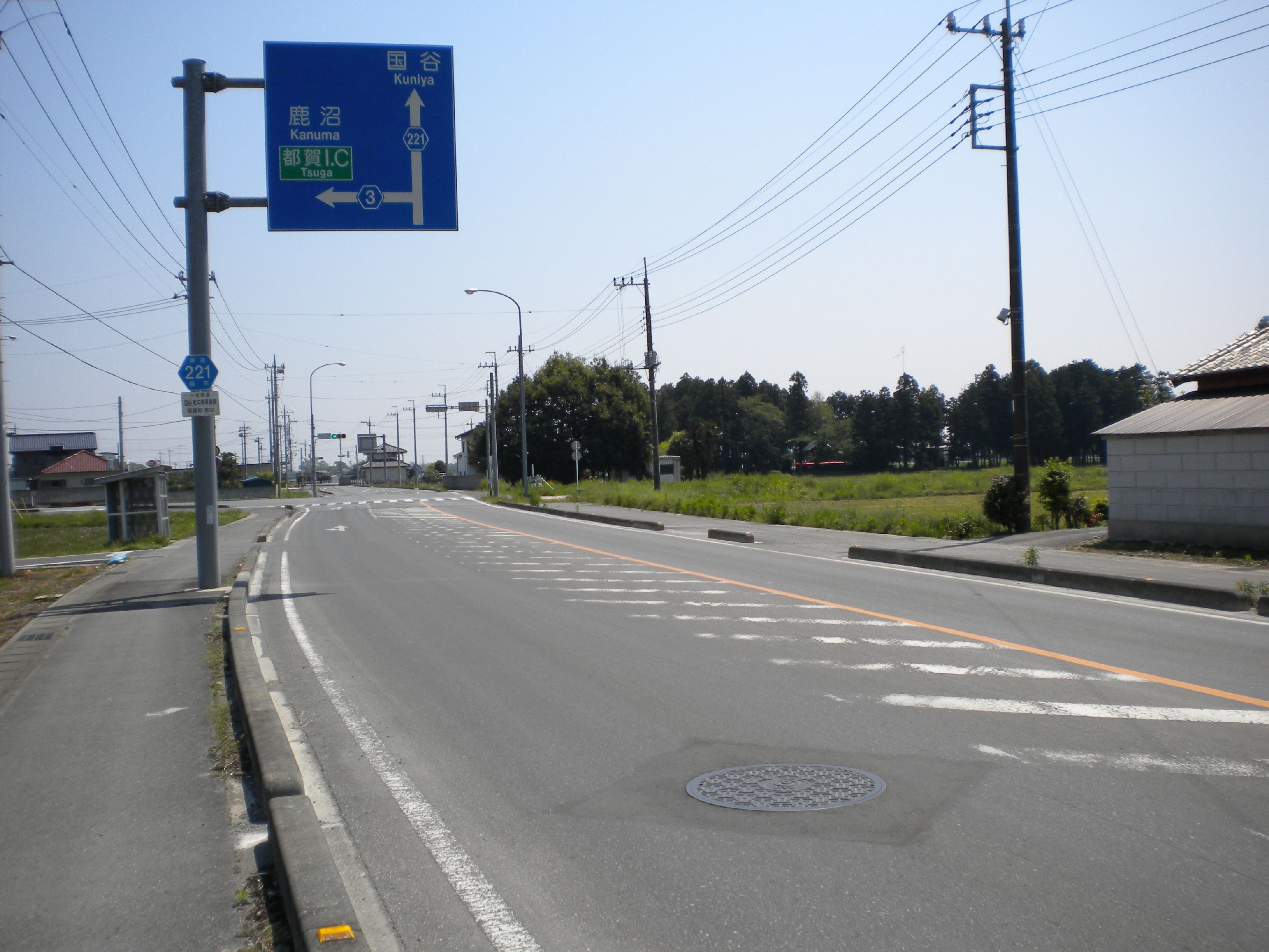
栃木市都賀町家中付近

栃木県道221号国谷家中停車場線（とちぎけんどう221ごう くにやいえなかていしゃじょうせん）は、栃木県下都賀郡壬生町と栃木市を結ぶ一般県道である。

## 概要
壬生町中央部の国谷から同町西部の稲葉地区を通り壬生町・栃木市境の思川を越え、北関東自動車道都賀インターチェンジの南を抜けて栃木県道3号宇都宮亀和田栃木線（日光例幣使街道）に合流し、栃木市都賀町家中で東武鉄道家中駅に至る道路である。

## 路線データ
- 総延長：5.653km
- 実延長：5.143km
- 起点：栃木県下都賀郡壬生町大字福和田（福和田交差点 = 栃木県道71号羽生田上蒲生線交点）
- 終点：栃木県栃木市都賀町家中（家中停車場）
- 認定：1961年（昭和36年）4月1日

## 交差する道路
- 国道352号（壬生町上稲葉交差点）
- 栃木県道3号宇都宮亀和田栃木線新道（栃木市都賀町家中・都賀IC南交差点）
- 栃木県道3号宇都宮亀和田栃木線現道（栃木市都賀町家中・橋本北交差点から栃木市役所都賀総合支所前付近まで重複）